# Pension « Droujba »
La pension « Droujba » (en russe comme en ukrainien Дружба) est une pension de 400 lits, située à Kourpaty dans le district urbain de Yalta de la République de Crimée. Le bâtiment a été construit en 1985 sous la direction d'une équipe d'architectes de l'Institut Kurortproekt sous la direction d'Igor Alexandrovitch Vassilevski.

## Histoire
En 1980, les dirigeants des syndicats de l'URSS et de la Tchécoslovaquie ont décidé de construire conjointement la pension Droujba (dont le nom signifie « amitié » en russe) pour les travailleurs des deux pays. Un terrain difficile avec une pente de 40 degrés entre la route et la plage a été réservé à la construction du bâtiment. En plus du reste, le terrain était accidenté et situé sur une zone sismique. Une équipe d'architectes dirigée par Vassilevski propose une structure stable sur trois supports de tour, qui transféreraient la charge du bâtiment à la falaise en-dessous,.

## Caractéristiques architecturales du bâtiment
Le centre de la composition de la pension est un grand atrium vitré. Les locaux publics sont situés à différents niveaux. La base est constituée d'une cuvette de piscine suspendue aux trois piliers du bâtiment. 
Les chambres de l'hôtel sont situées sur l'anneau extérieur du bâtiment et font face à la mer. Entre les chambres et l'atrium se trouvent des cours ouvertes et lumineuses. Les supports sont entourés d'un couloir-galerie vitrée qui s'étend en spirale ascendante le long des étages. Il y a un café, une salle de billard et une salle de sport. Le bâtiment est couronné par un restaurant en porte-à-faux en trois parties. Le toit du cinquième étage est situé au niveau de la zone d'accès et de l'entrée principale de la pension. Il est couronné d'une plate-forme panoramique avec vue culminant à une altitude de 56 mètres au-dessus du niveau de la mer. Les piliers du bâtiment contiennent trois ascenseurs à grande vitesse qui emmènent les vacanciers vers les étages résidentiels et le bord de mer. Grâce aux caractéristiques architecturales du bâtiment, la topographie naturelle du versant et la végétation existante ont été préservées sans modifications. Enfin, le chauffage et l'approvisionnement en eau chaude dans l'ensemble de l'installation ont été assurés grâce à l'énergie thermique de la mer.

## État actuel
En raison de ses caractéristiques de conception, le bâtiment n'a pas été modifié. Puisque tous les éléments du bâtiment sont structurellement inclus dans les travaux, il ne peut pas être reconstruit, mais le bâtiment nécessite encore des réparations. La vue sur le bâtiment depuis les points inférieurs est bloquée en raison de l'encombrement de la bande de plage par des bâtiments privés.
Les pompes à chaleur installées pour le chauffage, la ventilation et la climatisation de l'espace public ne fonctionnent pas. La climatisation est installée dans les chambres. Les loggias sont encombrées de caissons de climatisation, même si au moment de la conception il a été décidé de ne pas avoir de climatisation, car la pension est située à proximité de la mer et était censée offrir un sommeil réparateur au bord de la mer. Les fenêtres avaient été réalisées de telle façon à s'ouvrir complètement à la brise marine.

## Protection
Depuis le 20 décembre 2016, la Pension « Droujba » a été inscrite au Registre du patrimoine culturel des peuples de Russie avec le statut d'objet d'importance régionale Objet du patrimoine culturel des peuples Fédération de Russie d'importance régionale.